# منگ سانگ هون
منگ سانگ هون (به کره‌ای:맹상훈 به انگلیسی:Maeng Sang-hoon) (زاده ۲۹ اکتبر ۱۹۶۰) بازیگر اهل کره جنوبی است. او در مجموعه تلویزیونی جواهری در قصر با بازی در نقش پزشک یونگ وون بک (رئیس ادویه خانه سلطنتی) و تاجر پوسان در نقش آقای هوانگ و ایسان در نقش سرپرست نام ساچو و افسانه اوک نیو در نقش جانگ مک گه (برادر جانگ نان جانگ) و دونگ یی در نقش کیم گووسان (استاد گئوم) و شناخته شد

## سریالهای تلویزیونی
- افسانه اوک نیو (۲۰۱۶)
- هاید، جکیل و من (۲۰۱۵)
- دکتر اسب (۲۰۱۲)
- دونگ یی (۲۰۱۰)
- ایسان (۲۰۰۷)
- افسانه سودانگ (۲۰۰۵)
- جواهری در قصر (۲۰۰۳)
- تاجر پوسان (۲۰۰۱)
- هور جون (۱۹۹۹)[۲]